# Диас, Андре
Андре Гонсалвес Диас (порт. André Gonçalves Dias; родился 15 мая 1979, Сан-Бернарду-ду-Кампу, Сан-Паулу) — бразильский футболист, выступавший на позиции защитника.

## Биография
Андре Диас — воспитанник футбола штатов Сан-Паулу и Парана. Первым большим клубом в карьере Диаса стала «Парана», в 2001—2002 годах он выступал за «Фламенго». Лучшие годы в карьере Андре Диаса прошли в «Сан-Паулу», с которым он трижды выигрывал чемпионат Бразилии.
Итальянский «Лацио» приобрёл Диаса у «Сан-Паулу» за два миллиона евро. Об этом объявило в своих новостях телеканал «Глобо», а потом поверенный игрока, Жилмар Риналди, на сайте Globoesporte. Согласно Риналди, контракт подписан на три с половиной года.
В сентябре 2009 года Диас был вызван в сборную Бразилии на матч отборочного турнира чемпионата мира 2010 против Чили, однако пока за национальную команду не дебютировал.

## Титулы и достижения
- Чемпион Бразилии (3): 2006, 2007, 2008
- Чемпион Бразилии в Серии B (1): 2000 (Жёлтый модуль Кубка Жоао Авеланжа)
- Обладатель Кубка Италии (1): 2012/13
- Участник символической сборной чемпионата Бразилии (Серебряный мяч Placar) (2): 2008, 2009
- Участник символической сборной чемпионата Бразилии (версия Globo и КБФ) (1): 2009